# 飯田房太郎
飯田 房太郎（いいだ ふさたろう、1906年（明治39年）8月7日 - 1975年（昭和50年）5月8日）は、昭和時代の土木工学者、実業家。

## 経歴・人物
神奈川県に生まれる。1930年（昭和5年）東京帝国大学工学部土木工学科を卒業し、間組に入社。各出張所次長、土木部次長、取締役、常務および専務をへて1967年（昭和42年）副社長、1969年（昭和44年）社長に就任した。この間、大井川千頭堰堤や久野脇発電所の建設、羽田飛行場の拡張工事などに携わり、1952年（昭和27年）大井川水系の開発が始まると井川ダム、奥泉ダム、畑薙ダム（第一、第二）などを次々と完成させた。
ほか、日本土木工業協会・日本建設業連合会・日本経済団体連合会・海外建設協会などの理事、日本建設機械化協会・土木学会各会長などを歴任した。

## 栄典
位階
- 従四位[3]

勲章等
- 藍綬褒章[2]
- 勲二等瑞宝章（追贈）[3]